# لي نا (متسابقة)
لي نا (بالإنجليزية: Li Na)   (و.1982 - ) هي متسابقة صينية في صنف سباق الدراجات على المضمار حققت ميدالية ذهبية في بطولة العالم للدراجات على المضمار 2002.

## الميداليات
| الميدالية | المسابقة                               |
| --------- | -------------------------------------- |
| ذهبية     | بطولة العالم للدراجات على المضمار 2002 |

## روابط خارجية
- لي نا على موقع أرشيف الدراجات (الإنجليزية)